# Komplementärberatung
Komplementärberatung ist die gezielte Kombination von zwei unterschiedlichen Arbeitsansätzen in der Unternehmensberatung: Die (klassische) fachlich orientierte Unternehmensberatung mit Fokus auf Strategie, Organisation, Technik, Vertrieb, IT (kurz: harte Faktoren) wird kombiniert mit der psychologisch orientierten Personal- und Führungskräfteentwicklung mit Fokus auf Erleben, Verhalten, Einstellung, Motivation, Führung (kurz: weiche Faktoren).
Der Mehrwert dieser integrativen, ganzheitlichen Herangehensweise soll beispielsweise in einem reibungsärmeren Ablauf von Veränderungsprojekten liegen: Die HR-orientierten Berater nehmen demnach eine Vermittlerrolle ein, über welche die von den strategischen Beratern identifizierten Veränderungsnotwendigkeiten in annehmbarer Weise an die im Unternehmen beschäftigten Personen vermittelt werden. Auch die Begleitung der praktischen Umsetzung von Veränderungen ist Teil des komplementären Ansatzes.
Auch wenn neuere Buchpublikationen dies für sich proklamieren, sind das Prinzip und der Begriff der Komplementärberatung nicht neu: Bereits in den 1980er Jahren gab es in Deutschland die ersten Erfahrungen mit der Kombination von klassischer (strategischer) Unternehmensberatung und Führungskräfteentwicklung.